# Anja Križnik Tomažin
Anja Križnik Tomažin, slovenska pevka, igralka in televizijska voditeljica, * 20. junij 1975.
Anja Tomažin se je z voditeljstvom začela ukvarjati leta 1998, ko je začela z vodenjem tv oddaj na Gajba TV. Kasneje je voditeljsko pot nadaljevala kot sovoditeljica Ekstra magazina. Največjo prepoznavnost je dosegla z vlogo sovoditeljice razvedrilne oddaje na RTV Slovenija Tistega Lepega Popoldneva, kjer je bil njen sovoditelj Lado Bizovičar. Oddaja je bila na sporedu pet let in je bila večkrat nagrajena, me drugim z enajstimi viktorji.
Kot pevka je Anja postala znana kot članica skupine Planet Groove, kot igralka pa je prvič nastopila v kratkem filmu Vojka Anzeljca Faktor sreče. Po rojstvu prve hčerke se je posvetila vodenju prireditev in delu na šoli za javno nastopanje in vodenje dogodkov ter oddaj.

## Zasebno
Je mati treh hčera.